# Varg Königsmark
Varg Königsmark (* 28. April 1992 in Bergen auf Rügen) ist ein ehemaliger deutscher 400-Meter-Hürdenläufer.

## Leben
Zu seinen größten Erfolgen zählen der Gewinn der Goldmedaille über 400 Meter Hürden sowie die Bronzemedaille mit der 4-mal-400-Meter-Staffel bei den Junioreneuropameisterschaften 2011 in Tallinn. In diesem Jahr belegte er Platz 1 der Juniorenweltrangliste mit einer Zeit von 49,70 s, die den deutschen U20-Rekord von Harald Schmid nur um 9 Hundertstel verfehlte und bis zu diesem Zeitpunkt die sechstschnellste jemals von einem Europäer gelaufene Zeit im Juniorenbereich darstellte. Ein Jahr zuvor sicherte sich Königsmark im Finale der U20-Weltmeisterschaften Platz 4 und war damit schnellster Europäer.
Auf nationaler Ebene war er zweimal deutscher Jugendmeister sowie zweimal deutscher Juniorenmeister. Bei seinen ersten Deutschen Meisterschaften der Aktiven 2012 schrammte Varg Königsmark knapp an einer Medaille vorbei und belegte Rang 4.
Ebenfalls 2012 verpasste Königsmark zwar den Sprung zu den Olympischen Spielen von London, konnte allerdings durch konstante Rennen im 49er-Bereich auf sich aufmerksam machen.
Im letzten Rennen der Saison 2012, seinem Abschiedsrennen vor heimischem Berliner Publikum beim ISTAF Meeting, konnte er in einem starken Feld um den Olympiasieger Félix Sánchez den 5. Platz belegen. Mit 49,58 Sekunden untermauerte er dabei abermals seine Form. Im September erfolgte dann die Trennung von seinem langjährigen Berliner Trainer Bernd Knobloch. Seit Oktober trainiert der 1,94 m große Langhürdler am Olympiastützpunkt Magdeburg unter der Betreuung von Marco Kleinsteuber. Er trainiert dort unter anderem mit Thomas Schneider, Eric Krüger und Janin Lindenberg zusammen. 2014 nahm Königsmark an den Europameisterschaften in Zürich teil, bei denen er zunächst persönliche Bestleistung im Halbfinale (49,12 s) lief und anschließend 7. wurde.
Aufgrund von anhaltenden Achillessehnenproblemen musste Königsmark seine sportliche Karriere beenden. Nach den Europameisterschaften konnte er mit Ausnahme eines Rennens am 4. Juni 2016 in Regensburg keine Wettkämpfe mehr bestreiten. Anfang 2017 gab er im Alter von 24 Jahren seinen Rücktritt vom Leistungssport bekannt.
Das Abitur absolvierte Varg Königsmark 2011 am Schul- und Leistungssportzentrum Berlin, seit Oktober 2012 studiert er Psychologie an der Otto-von-Guericke Universität Magdeburg.

## Erfolge
national
- 2009: Deutscher U18-Meister (400 m Hürden)
- 2010: Deutsche U20-Meister (400 m Hürden)
- 2011: Deutscher U23-Meister (400 m Hürden)
- 2011: 2. Platz Deutsche U20-Meisterschaften (400 m)
- 2012: Deutscher U23-Meister (400 m Hürden)
- 2012: 4. Platz Deutsche Meisterschaften (400 m Hürden)
- 2013: Deutscher Meister (4 × 400 m)
- 2013: Deutscher U23-Meister (400 m Hürden)
- 2014: Deutscher Vizemeister (400 m Hürden)

international
- 2009: 8. Platz U18-Weltmeisterschaften (400 m)
- 2010: 4. Platz U20-Weltmeisterschaften (400 m Hürden)
- 2010: 6. Platz U20-Weltmeisterschaften (4 × 400 m)
- 2011: U20-Europameister (400 m Hürden)
- 2011: 3. Platz U20-Europameisterschaften (4 × 400 m)
- 2012: Young Diamond League Challenge 2012 Winner (400 m Hürden)
- 2013: Young Diamond League Challenge 2013 Winner (400 m Hürden)
- 2013: 6. Platz U23-Europameisterschaften (400 m Hürden)
- 2014: 7. Platz Europameisterschaften (400 m Hürden)